# Comté de Bamberg
Pour les articles homonymes, voir Bamberg (homonymie).
Le comté de Bamberg est l’un des 46 comtés de l’État de Caroline du Sud, aux États-Unis. Il a été fondé en 1897. Son siège est la ville de Bamberg. Selon le recensement de 2010, la population du comté est de 15 987 habitants. 

## Géographie
Le comté a une superficie de 1 024 km², dont 1 019 km² est de terre. 

## Démographie
| 1900   | 1910   | 1920   | 1930   | 1940   | 1950   |
| ------ | ------ | ------ | ------ | ------ | ------ |
| 17 296 | 18 544 | 20 962 | 19 410 | 18 643 | 17 533 |

| 1960   | 1970   | 1980   | 1990   | 2000   | 2010   |
| ------ | ------ | ------ | ------ | ------ | ------ |
| 16 274 | 15 950 | 18 118 | 16 902 | 16 658 | 15 987 |